# Cantharidae
Cantharidae là một họ bọ cánh cứng. Chúng có phân bố toàn cầu. Trước đây, họ này được đặt trong siêu họ "Cantharoidea", hiện đã được gộp vào siêu họ Elateroidea; "Cantharoidea" đôi khi vẫn được dùng như một tên phân loại không cấp bậc, gồm các họ Cantharidae, Drilidae, Lampyridae, Lycidae, Omalisidae, Omethidae, Phengodidae (gồm cả Telegeusidae), và Rhagophthalmidae.

## Một số chi
- Absidia
- Absidiella
- Asilis
- Athemus
- Bactrocantharis
- Belotus
- Caccodes
- Cantharis
- Chauliognathus
- Compsonycha
- Cordylocera
- Cratosilis
- Crudosilis
- Dichelotarsus
- Discodon
- Frostia
- Hatchiana
- Ichthyurus
- Kandyosilis
- Laemoglyptus
- Lycocerus
- Malthinellus
- Malthinus
- Malthodes
- Malthomethes
- Metacantharis
- Microichthyurus
- Micropodabrus
- Mimopolemius
- Neoontelus
- Phytononus
- Plectonotum
- Podabrinus
- Podabrus
- Podosilis
- Polemius
- Prosthaptus
- Prothemus
- Pseudoabsidia
- Rhagonycha
- Silis
- Sogdocantharis
- Sphaerarthrum
- Symphyomethes
- Telephorus
- Themus
- Troglomethes
- Tryphenis
- Trypherus
- Tylocerus
- Tytthonyx